# Міністерство фінансів Литви
Міністерство фінансів Литви (лит. Lietuvos Respublikos finansų ministerija) — урядовий департамент Литовської республіки. Його діяльність уповноважена Конституцією Литви, указами, виданими Президентом та Прем'єр-міністром, та законами, прийнятими Сеймом (Парламентом). Його місія полягає у формуванні та здійсненні політики державних фінансів для забезпечення макроекономічної стабільності країни та економічного розвитку. Нинішній голова Міністерства — Віліус Шапока.